# تپه ماشکان ۲
تپه ماشکان ۲ مربوط به هزاره اول (پیش از میلاد) - دوره اسلامی قرن ۶ تا ۸ ه.ق است و در شهرستان پیرانشهر، بخش لاجان، دهستان لاهیجان غربی، روستای ماشکان واقع شده است. این اثر در تاریخ ۳۰ دی ۱۳۸۵ با شمارهٔ ثبت ۱۶۸۳۹ به عنوان یکی از آثار ملی ایران به ثبت رسیده است.